# ラヴ・クライ
『ラヴ・クライ』（Love Cry）は、アメリカ合衆国のジャズ・サクソフォーン奏者、アルバート・アイラーが1968年に発表したスタジオ・アルバム。

## 解説
タイトル曲は、本作の録音に先がけて、ジョン・コルトレーンの葬儀で演奏された。収録曲のうち2曲は過去のアルバムで発表された曲の再演で、「ゴースツ」は『スピリチュアル・ユニティ』（1964年録音）、「ベルズ」は『ベルズ』（1965年録音）からの曲である。アイラーの弟ドナルド・アイラーは、インパルス!レコードの判断により、本作を最後にアイラーのグループから解雇された。

## 評価
アル・キャンベルはオールミュージックにおいて5点満点中3点を付け、「初期にESPディスクで録音した作品と比べると、音楽的にはトーンダウンしているが、決して商業主義に走ったわけではない」「『ラヴ・クライ』は、アイラーの妥協なき音楽的自由度と、童謡やブラスバンドのマーチからの影響との融合が傑出している」と評している。また、2021年にはジャズワイズにより「アルバート・アイラーの必聴アルバム10選」の一つに挙げられ「ジョン・コルトレーンの『オム』、アーチー・シェップの『ザ・マジック・オブ・ジュジュ』と並ぶ、最も強力な前衛アシッド・ジャズ」と評されている。

## 収録曲
全曲ともアルバート・アイラー作曲。
1. ラヴ・クライ - "Love Cry" - 3:56
2. ゴースツ - "Ghosts" - 2:48
3. オメガ - "Omega" - 3:16
4. ダンシング・フラワーズ - "Dancing Flowers" - 2:22
5. ベルズ - "Bells" - 3:09
6. ラヴ・フラワー - "Love Flower" - 3:32
7. ザイオン・ヒル - "Zion Hill" - 6:08
8. ユニヴァーサル・インディアンズ - "Universal Indians" - 9:46

## 参加ミュージシャン
- アルバート・アイラー – テナー・サクソフォーン、ボイス
- ドナルド・アイラー（英語版） - トランペット(on #1, #2, #3, #5, #8)
- アラン・シルヴァ - ベース
- ミルフォード・グレイヴス - ドラムス
- カール・コブス - ハープシコード(on #3, #4, #6, #7)